# Патрик Зюскинд
Патрик Зюскинд (на немски: Patrick Süskind) е германски писател и сценарист. Неговото най-известно произведение е „Парфюмът“, издаден за първи път през 1985 г.

## Биография
Патрик Зюскинд е роден в Амбах, Германия, близо до Мюнхен. Следва средновековна и съвременна история в Мюнхенския университет и в Екс ан Прованс в периода 1968-1974 г. Пише своята първа пиеса „Контрабасът“ през 1980 г. и тя му носи международна слава. Публикува първия си роман „Парфюмът. Историята на един убиец“ през 1985 г. и от него са продадени над 15 милиона екземпляра, като произведението е преведено на над 46 езика, дори на латински. По книгата е направен и много успешен филм, чийто бюджет е 50 млн. евро.
Зюскинд е автор и на книгите „Гълъбът“, „Историята на господин Зомер“, „Три истории и едно наблюдение“ и „За Любовта и Смъртта“. Работи и като сценарист – той е един от авторите на немския ТВ сериал „Кир Роял“.
Въпреки световната си слава Патрик Зюскинд, както повечето герои в книгите му, води изключително затворен живот и не е отзивчив към медиите: рядко дава интервюта, а публичните му изяви са наистина спорадични. Писателят дори стига дотам, че отказва важни германски литературни награди като Gutenberg, Tukan и FAZ, а е трудна задача дори да се намерят негови снимки за публикуване във вестници или списания. Любопитното е, че през 2006 г. той дори не се появява на премиерата на филма по романа си „Парфюмът“.

## Рецепция в България
Пиесата на Зюскинд „Контрабасът“ е поставена на сцената на Народния театър „Иван Вазов“ от режисьора Пламен Марков и актьора Валентин Ганев, а премиерата е на 10 януари 2011 г. Играна няколкостотин пъти, постановката се преръща в едно от най-успешните представления на театъра.

## Личен живот
С партньорката си Таня Граф имат един син.

### Книги
- Der Kontrabass, 1981
  - Контрабасът. Превод от немски Калина Мискес. София: Унискорп, 2008, 64 с. ISBN 978-954-330-173-7
- Das Parfum, 1985 (Парфюмът)
  - Парфюмът. Историята на един убиец. Превод от немски Юрия Симова. Пловдив: Христо Г. Данов, 1988, 234 с.
  - Парфюмът. Историята на един убиец. Превод от немски Юрия Симова. София: Кибеа, 2000, 270 с.
  - Парфюмът. Историята на един убиец. Превод от немски Юрия Симова. София: Унискорп, 2010, 248 с.
- Die Taube, 1987
  - Гълъбът. Превод от немски Юлия Ковачева. Плевен: ЕА, 1993, 74 с.
  - Гълъбът. Превод от немски Юлия Ковачева. София: Унискорп, 2008, 80 с. ISBN 978-954-330-137-9
- Die Geschichte von Herrn Sommer, 1991
  - Историята на г-н Зомер. Превод от немски Емилия Драганова. София: Съвременник, 1999.
- Drei Geschichten, 1995
- Über Liebe und Tod, 2006
  - За любовта и смъртта. Превод от немски Ваня Пенева. София: Унискорп, 2010, 64 с. ISBN 978-954-330-202-4

### Сценарии
(в съавторство с Хелмут Дитл)
- Der ganz normale Wahnsinn, 1980
- Monaco Franze, 1982
- Kir Royal, 1986
- Rossini – oder die mörderische Frage, wer mit wem schlief, 1997
- Vom Suchen und Finden der Liebe, 2005

### Преводи
- Jean-Jacques Sempé, Verwandte Seelen, Diogenes, Zürich 1993, ISBN 3-257-02046-5.
- Jean-Jacques Sempé, Unergründliche Geheimnisse, Diogenes, Zürich 1995, ISBN 3-257-02055-4.
- Jean-Jacques Sempé, Das Geheimnis des Fahrradhändlers, Diogenes, Zürich 1996, ISBN 3-257-02059-7.
- Jean-Jacques Sempé, Mit vorzüglicher Hochachtung, Diogenes, Zürich 2008, ISBN 978-3-257-02095-3.
- Jean-Jacques Sempé, Kindheiten. Ein Gespräch mit Marc Lecarpentier, Diogenes, Zürich 2012, ISBN 978-3-257-02120-2.
- Margaret Wise Brown, Gute Nacht, lieber Mond. Diogenes, Zürich, 2016, ISBN 978-3-257-01186-9.